# Municipio de Newburg (Illinois)
El municipio de Newburg (en inglés: Newburg Township) es un municipio ubicado en el condado de Pike en el estado estadounidense de Illinois. En el año 2010 tenía una población de 949 habitantes y una densidad poblacional de 9,76 personas por km².

## Geografía
El municipio de Newburg se encuentra ubicado en las coordenadas 39°37′20″N 90°44′49″O / 39.62222, -90.74694. Según la Oficina del Censo de los Estados Unidos, el municipio tiene una superficie total de 97.27 km², de la cual 96,36 km² corresponden a tierra firme y (0,93 %) 0,9 km² es agua.

## Demografía
Según el censo de 2010, había 949 personas residiendo en el municipio de Newburg. La densidad de población era de 9,76 hab./km². De los 949 habitantes, el municipio de Newburg estaba compuesto por el 98,52 % blancos, el 0,84 % eran amerindios, el 0,21 % eran asiáticos y el 0,42 % eran de una mezcla de razas. Del total de la población el 0 % eran hispanos o latinos de cualquier raza.